# Особняк домовласника Шпігеля
Особняк домовласника Шпігеля — це цегляна споруда початку 20 століття, яка збереглась до наших часів. Будинок був побудований на вулиці Дворянській проскурівським нотаріусом Ісааком Шпігелем для власного проживання. Сучасна і дійсна адреса будівлі — вулиця Володимирська, 63. Є однією із культурних та історичних пам'яток міста Хмельницького. Входить до складу переліку об'єктів архітектури та містобудування м. Хмельницького, що охороняються згідно рішення Хмельницької міської Ради народних депутатів, яке було прийняте 20 квітня 1995 року

## Історія

### Передісторія будівництва
Перша назва вулиці, на якій згодом був побудований будинок нотаріуса Ісаака Шпігеля — Дворянська. Досить заможні верстви населення, серед яких значну частину становили дворяни, отримали земельні ділянки та можливість їх забудови. Прокладення вулиці відбулось у 1824 році. Перший будинок Ісаака Шпігеля був досить невеликого розміру. Одна з кімнат була відведена для здійснення професійної діяльності, а друга — для проживання великої родини. Його помешкання в той час знаходилось в прибузьких єврейських кварталах, про які відомо, що там мешкало найбідніше єврейське населення. В одноповерхових будинках, котрі були хаотично розташовані, проживали переважно торговці, ремісники та їх сім'ї. Поступово нотаріус Шпігель став  заможним і на початку 20 сторіччя побудував просторий та зручний будинок у центральній частині міста. Будівля розташовується напроти ще одного цікавого місця — парку ім. Т. Г. Шевченка. А у травні 1901 року, якраз у період побудови будинку Шпігеля, неподалік відкрилась «Проскурівська міська Бібліотека. в пам'ять О. С. Пушкіна». Перша назва вулиці, на якій був побудований будинок — Дворянська. В 1921 році відбулося перше перейменування вулиці і тоді вона стала називатись вул. Є.Остаповича, в честь революційного діяча. У 1940 році вулиця знов була перейменована і отримала назву вулиці С. Кірова. А вже у 1991 році виникла її сучасна назва — вул. Володимирська.

### Власник будинку та його діяльність

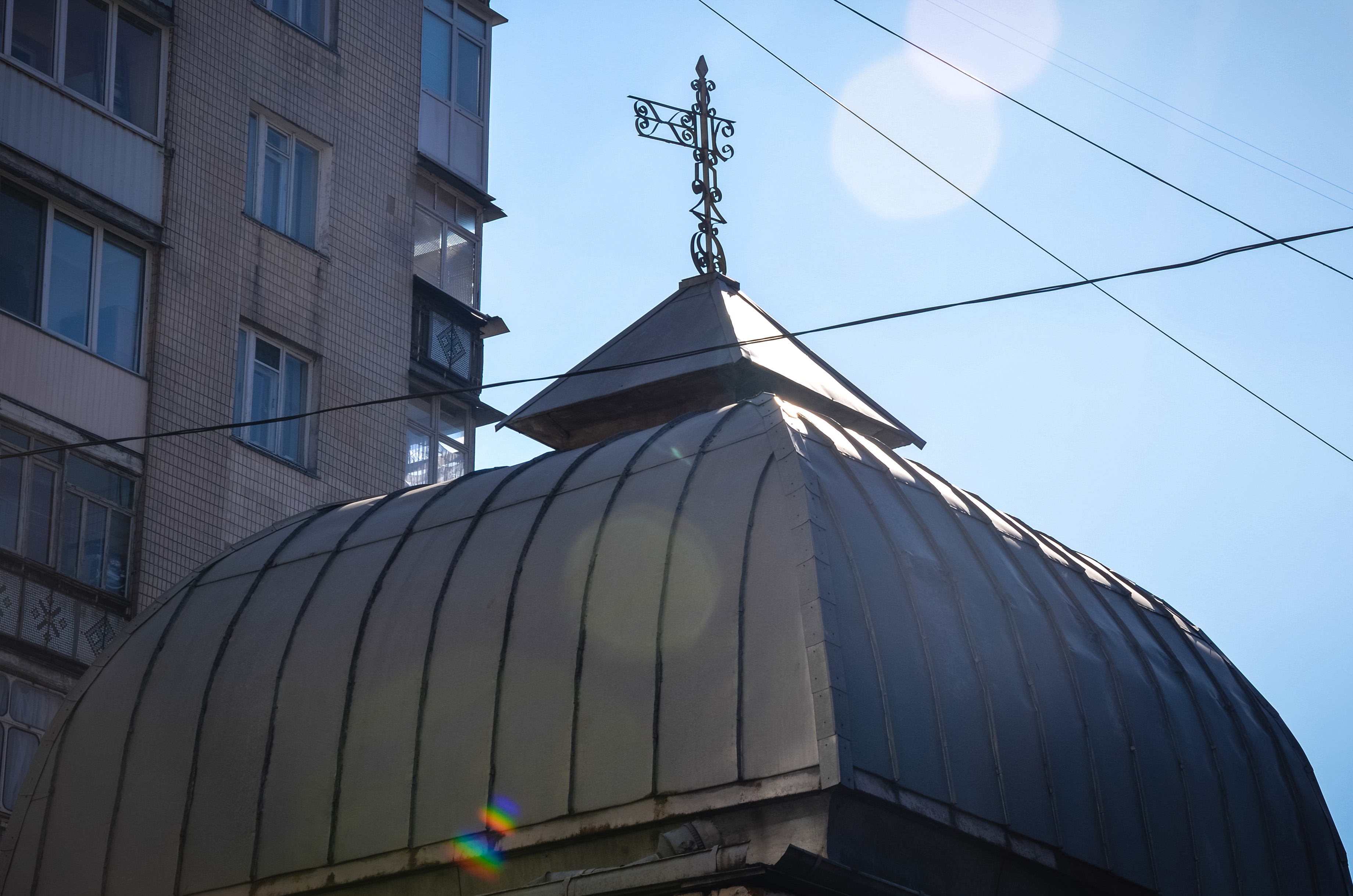
Ажурний кований флюгер на даху будинку нотаріуса Шпігеля, 8 березня 2015 р.

Половина населення Проскурова на початку 20 століття були євреями. Вони підтримували між собою досить тісні культурні та родинні зв'язки, розвивали свої традиції та мову. Здійснювали між собою комерційні угоди. Під час проведення будь-яких операцій та дій з майном та іншими цінними об'єктами, необхідно було оформлювати багато різних паперів, які б це все засвідчували. В той час нотаріальні та юридичні послуги коштували чимало, і щоб хоч якось мінімізувати частину своїх фінансових збитків, у єврейських кварталах користувались послугами власних нотаріусів, яким довіряли. Документи, що були оформлені «неофіційними» нотаріусами, не мали юридичної сили у всьому місті, проте вони мали досить велику цінність в общині, і кожен, хто б відмовився виконувати юридичні зобов'язання, втратив би свою репутацію і довіру місцевого населення. До наших часів біографічні данні щодо життя Ісаака Шпігеля дійшли не в повному обсязі. Проте відомо, що він також був з числа неофіційних нотаріусів і через це був змушений працювати та приймати відвідувачів у себе вдома.Працював Ісаак цілодобово. У Проскурові того часу, така практика була звичним явищем і «неофіційних» юристів було чимало.

### Будинок Ісаака Шпігеля у 20-21 столітті
Будинок відомого проскурівського нотаріуса Ісаака Шпігеля зберігся до наших часів. У радянський період це місце служило приміщенням облкниготоргу. У 90-х роках 20 століття та на початку 21 століття, будівлю орендували різні комерційні установи — наприклад, книжковий магазин, а також салон мобільного зв'язку
.Потім у приміщенні знаходилась піцерія «Napoli», у якій можна було скуштувати справжню італійську піцу з печі. Восени 2013 року за адресою вул. Володимирська,63, відкрився заклад «Ресторація Шпігеля». Наразі, будинок нотаріуса Шпігеля, є одним з місць культурного туризму завдяки своїй архітектурі та історії. Рішенням Хмельницької міської Ради народних депутатів від 20 квітня 1995 р. № 8, особняк домовласника Шпігеля, як і багато інших об'єктів архітектури та містобудування Хмельницького, був узятий під охорону. Будівля, якій вже понад 100 років, впливає на творчість хмельничан та знаходить своє відображення у ній: у 2010 році сучасною хмельницькою художницею Неллі Павловою була створена художня графічні робота «Особняк нотаріуса Ісака Шпігеля». Історія будинку та ім'я його власника знайшли своє відображення у працях українського краєзнавця та історика Сергія Миколайовича Єсюніна.

## Архітектура
Вулиця Дворянська (нині — Володимирська), на якій був збудований особняк Шпігеля, активно розбудовувалась. Ця споруда стала першою цегляною будівлею в центральному районі тодішнього Проскурова.Будівля була побудована в архітектурному стилі «модерн», який став характерним для будівель міста в кінці 19 століття — на початку 20 століття. Єдині архітектурні рішення були використані для створення віконних перепльотів, східців, перил. Була звернена увага на кольори та півтони складових елементів будівлі. Будинок по вулиці Володимирській, 63, зберіг криволінійні форми дверей та віконних рам, кований малюнок, який міститься на балконній огорожі. Для оформлення вікон та балконів у будинку використовувались рослинні мотиви в орнаменті вікон та балконів
. Будинок мав лише один поверх. На даху будинку був встановлений кований флюгер, який зберігся.